# Красницький повіт
Красницький повіт (пол. powiat kraśnicki) — один з 20 земських повітів Люблінського воєводства Польщі.
Утворений 1 січня 1999 року в результаті адміністративної реформи.

## Загальні дані
Повіт знаходиться у західній частині воєводства.
Адміністративний центр — місто Красник.
Станом на 1.01.2008 населення становить 99 099 осіб, площа 1005,3 км².

## Демографія
Демографічні дані повіту станом на 30.06.2005:
|       | Всього  | Всього | Жінки  | Жінки | Чоловіки | Чоловіки |
| ----- | ------- | ------ | ------ | ----- | -------- | -------- |
|       | осіб    | %      | осіб   | %     | осіб     | %        |
| Повіт | 100 162 | 100    | 51 189 | 51,1  | 48 973   | 48,9     |
| Міста | 38 909  | 100    | 20 289 | 52,1  | 18 620   | 47,9     |
| Села  | 61 253  | 100    | 30 900 | 50,4  | 30 353   | 49,6     |

## Міста-побратими
- Бровари, Україна.